# Houdini (canção de Dua Lipa)
"Houdini" é uma canção da artista musical britânica e albanesa Dua Lipa, lançada em 9 de novembro de 2023 como o primeiro single terceiro álbum de estúdio da artista, Radical Optimism (2024). A música foi produzida por Danny L Harle e Kevin Parker. Dua escreveu a canção com Harle, Parker, Caroline Ailin e Tobias Jesso Jr.
"Houdini" foi concebida com avaliações positivas por críticos musicais, que elogiaram a evolução sonora em comparação com seu álbum anterior Future Nostalgia (2020). Comercialmente, a música atingiu o número um nas regiões de Flanders e Wallonia, na Bélgica. Alcançou a segunda posição no UK Singles Chart e o top 10 em vários outros países, incluindo Canadá, Austrália, Alemanha, Suíça e França. Nos Estados Unidos, a música alcançou a 11° posição na parada Billboard Hot 100 e o topo da parada Dance/Eletrônica por 17 semanas. "Houdini" também atingiu o terceiro lugar na Billboard Global 200. 
A música e o vídeo ganharam múltiplas premiações, incluindo Top Dance/Eletronic Song na edição de 2024 do Billboard Music Awards, Melhor Coreografia no MTV Video Music Awards 2024.

## Antecedentes
No início de 2023, Lipa confirmou que seu terceiro álbum de estúdio seria lançado em 2024 com um novo estilo de som que a faria se afastar do disco, abraçando mais a psicodelia da década de 1970. Depois de deletar todas as suas postagens em sua conta no Instagram em 12 de outubro de 2023, Dua Lipa publicou uma foto sua com cabelo ruivo com a legenda "miss me?" ("sentiu minha falta?"). Duas semanas depois, em 27 de outubro, ela compartilhou uma nova foto, dando foco em sua boca, com uma chave entre os dentes, acompanhada da frase "catch me or I go" ("me pegue ou eu vou"). Antecipando-se ao lançamento da canção, Lipa substituiu a capa de seus álbuns anteriores por versões caleidoscópicas nos serviços de streaming.
Lipa publicou uma prévia da canção em suas redes sociais no dia 31 de outubro de 2023, sugerindo também o título da mesma na postagem. Uma combinação reorganizada de números soletraria o título "Houdini", nomeado em homenagem ao ilusionista que faleceu em 31 de outubro de 1926. Os fãs de Lipa também descobriram paralelos com uma canção de mesmo título (1982) da cantora britânica Kate Bush, cuja capa do álbum também faz referência a Houdini ao apresentar uma chave na boca.

## Apresentações
Dua Lipa lançou uma apresentação gravada da canção chamada London Sessions para download digital e streaming em 12 de janeiro de 2024. Um vídeo da apresentação foi lançado no YouTube no mesmo dia.
A primeira performance da canção na televisão aconteceu na 66° edição do Grammy Awards no dia 4 de fevereiro de 2024, em um medley junto a Dance The Night e uma prévia de seu próximo single "Training Season".

## Recepção Crítica
"Houdini" foi recebida com avaliações positivas de críticos musicais. Helen Brown do The Independent deu à canção cinco de cinco estrelas, mencionando que embora "haja alguma tolice nas letras, (...) o pop não é lugar para pedantismo — especialmente quando se trata de uma cantora cujo hit de lockdown, 'Levitating', a viu rindo na cara da gravidade". Rhian Daly da NME deu à música quatro de cinco estrelas, escrevendo que "embora ela possa estar mudando sua paleta sonora, há uma coisa em que você pode confiar que Dua será consistente — nos dando bops cheios de confiança que nos ajudam a desbloquear as melhores versões de nós mesmos, ainda que por três minutos".
Betsy Reed do The Guardian também deu à música quatro de cinco estrelas, afirmando que "é ferozmente cativante sem ser contundente, e faz um trabalho mais convincente de combinar sua apreciação por sons vintage com composições pop com ferramentas de diamante do que Future Nostalgia fez. Para Lipa, ser uma estrela pop claramente ainda é o evento principal, e 'Houdini' não sugere nenhuma ameaça ao seu domínio". Jem Aswad, da Variety, declarou que a música é um "banger" e "uma progressão e uma continuação de Future Nostalgia", descrevendo-a como "mais melodicamente matizada" do que os singles de seu álbum anterior. Da mesma forma, Kaelen Bell, do Exclaim!, compartilhou que a música manteve as sensibilidades disco-pop de Dua Lipa, mas era "mais suada e suja do que a enormidade iluminada por neon de 'Levitating' e 'Don't Start Now'".
Escrevendo para Clash, Robin Murray disse que a música é "Dua Lipa fazendo o que ela faz de melhor — uma estrela pop brilhante e ensolarada que anseia por dominar grandes espaços". Escrevendo para a Pitchfork, Shaad D'Souza mencionou que a música "não reinventa a roda: Lipa provoca um homem a provar que ele merece sua atenção, diretamente no descarado e invulnerável modo Future Nostalgia. Mas a produção de Kevin Parker e Danny L Harle fornece um pouco da motivação e da centelha maluca que faltavam nas faixas de clube de Lipa até agora".

### Listas de fim de ano
| Revista       | Lista                           | Posição |
| ------------- | ------------------------------- | ------- |
| NME           | As 50 melhores músicas de 2023  | 31      |
| Rolling Stone | As 100 melhores músicas de 2023 | 36      |
| USA Today     | Melhores canções de 2023        | -       |

## Vídeo
O vídeo de "Houdini" foi dirigido por Manu Cossu e lançado junto com a música no YouTube. É situado em um estúdio de dança, onde Lipa aparece ruiva realizando uma coreografia com um grupo de homens de cabelo vermelho. De acordo com a Vogue, o vídeo aparenta ser uma referência ao vídeo de "Hung Up" (2005) da Madonna. O vídeo ganhou o prêmio de Melhor Coreografia no MTV Music Video Awards 2024.

## Créditos
Créditos adaptados do YouTube:
- Dua Lipa – vocais, composição
- Kevin Parker – vocais de apoio, composição, produção, arranjo, engenharia, programação, baixo, bateria, guitarra, teclado, percussão, efeitos de som
- Danny L Harle – vocais de apoio, composição, produção, arranjo, sintetizador, programação de bateria
- Caroline Ailin – vocais de apoio, composição, produção de vocal
- Tobias Jesso Jr. – vocais de apoio, composição
- Cameron Gower Pool – produção de vocal, engenharia
- Josh Gudwin – mixagem
- Chris Gehringer – masterização

## Histórico de lançamentos
| Região | Data                   | Formato(s)                            | Grav.  | Ref.   |
| ------ | ---------------------- | ------------------------------------- | ------ | ------ |
| Várias | 9 de novembro de 2023  | Cassete CD download digital streaming | Warner | [ 33 ] |
| França | 10 de novembro de 2023 | Rádio airplay                         | Warner | [ 34 ] |
| Itália | 10 de novembro de 2023 | Rádio airplay                         | Warner | [ 35 ] |

## Certificações
| Certificados e vendas de "Houdini" | Certificados e vendas de "Houdini" | Certificados e vendas de "Houdini" |
| Região (Empresa) | Certificação                       | Vendas/Streams                     |
| --- | ---------------------------------- | ---------------------------------- |
| França (SNEP) | Diamante                           | 333.333 ‡                          |
| Polónia (ZPAV) | 3× Platina                         | 150.000                            |
| Canadá (MUSIC CANADA) | 3× Platina                         | 240.000 ‡                          |
| Austrália (ARIA) | 2× Platina                         | 140.000 ‡                          |
| Reino Unido (BPI) | Platina                            | 600.000 ‡                          |
| Itália (FIMI) | Platina                            | 100.000 ‡                          |
| Espanha (PROMUSICAE) | Platina                            | 60.000                             |
| Bélgica (BEA) | Platina                            | 40.000 ‡                           |
| Nova Zelândia (RMNZ) | Platina                            | 30.000                             |
| Suíça (IFPI Suíça) | Platina                            | 20.000 ‡                           |
| Portugal (AFP) | Platina                            | 10.000 ‡                           |
| Dinamarca (IFPI DIN) | Ouro                               | 45.000 ‡                           |
| Áustria (IFPI Austria) | Ouro                               | 15.000 ‡                           |
| *vendas baseadas apenas na certificação ^distribuições baseadas apenas na certificação ‡vendas+valores de streaming baseados apenas na certificação |                                    |                                    |